# Francesco Azzurri
Francesco Azzurri (Roma, 1827 – Roma, 8 luglio 1901) è stato un architetto italiano.

## Biografia
Nacque a Roma nel 1827 ed era nipote dell'architetto Giovanni Azzurri, di cui divenne inoltre allievo presso l'Accademia di belle arti e del quale subì l'influenza neorinascimentale. Tra il 1862 e il 1870 si occupò della realizzazione di diversi esempi di architettura ospedaliera tra cui la riorganizzazione e l'ampliamento del Santa Maria della Pietà al Santo Spirito in Sassia (1862-1865) e del Fatebenefratelli sull'Isola Tiberina (1867) a Roma così come la dell'ampliamento dell'Ospedale psichiatrico di San Niccolò a Siena e del Regio manicomio di Alessandria.

Il Teatro Drammatico Nazionale di Roma.

Nel 1880 fu eletto presidente dell'Accademia di San Luca e realizzò il suo maggiore progetto: il Teatro Drammatico Nazionale su un tratto di via Nazionale (ridenominato poi via Quattro Novembre). Nello stesso periodo curò anche alcuni restauri come quello dell'oratorio dell'Arciconfraternita del Gonfalone, presso cui realizzò la cappella di Santa Lucia, della chiesa di Santa Maria in Monticelli e del palazzo della Cancelleria.
Realizzò inoltre diverse opere "minori" come l'albergo Bristol in piazza Barberini, la cancellata di palazzo Barberini su via delle Quattro Fontane, la ricostruzione del palazzo Della Porta Negroni Caffarelli, palazzo Pericoli in via di Monserrato (divenuto sede dell'Istituto degli artigianelli di San Giuseppe) e il villino Siemiradzki, realizzato nel 1882 nel rione Castro Pretorio per il pittore polacco Henryk Siemiradzki e demolito nel 1939. Tra le sue ultime opere emersero tuttavia alcuni tratti eclettico-neogotici come dimostra il progetto del Palazzo Pubblico di San Marino. Suo è anche il disegno del Monumento ai caduti di Dogali del 1887.
Morì a Roma nel 1901.

## Opere
- Chiesa di Santa Maria in Monticelli (Roma) - ristrutturazione (1860)
- Arcispedale di Santo Spirito in Saxia (Roma) - ampliamento e ristrutturazione (1862-1865)
- Cancellata di palazzo Barberini (Roma) - realizzazione (1865)
- Ospedale San Giovanni Calibita Fatebenefratelli (Roma) - ampliamento (1867)[1]
- Padiglione Conolly dell'Ospedale psichiatrico di San Niccolò (Siena) - realizzazione (1876)
- Teatro Drammatico Nazionale (Roma) - realizzazione (1880-1886)
- Villino Siemiradzki (Roma) - realizzazione (1882)
- Palazzo Pubblico (Città di San Marino) - realizzazione (1884-1894)
- Basamento del Monumento a Cola di Rienzo (Roma) - realizzazione (1886-1887)
- Torre campanaria della chiesa di Borgo Maggiore - realizzazione (1896)
- Monumento ai caduti di Dogali (Roma) - disegno (1887).